# 105-я танковая бригада
 105-я танковая бригада  — танковая бригада Красной армии в годы Великой Отечественной войны.
Сокращённое наименование — 105 тбр.

## Формирование и организация
105-я танковая бригада сформирована в Свердловске (Уральский ВО) в период с 14 марта по 22 мая 1942 г. при участии Челябинского УАБТЦ.
23 мая 1942 г. бригада прибыла в район ст. Петушки и поступила в распоряжение Московского АБТ Центра на доукомплектование. 29 мая 1942 г. вошла в состав 15-го тк 3-й ТА в районе Тулы.
5 июня 1942 г. бригада реорганизуется в 105-ю тяжелую танковую бригаду.
20 августа 1942 г. бригада в составе 15-го тк 3-й ТА прибыла в район Козельска, с 20 сентября 1942 г. в район Калуги, где выходит из подчинения 15-го тк 3-й ТА и реорганизуется в 105-ю отдельную танковую бригаду.
22 сентября 1942 г. Директивой Ставки ВГК № 994203 от 22.09.1942 бригада передана из состава 3-й ТА в 5-ю ТА.
29 сентября 1942 г. бригада из района Калуги переброшена в район Мещерино Тульской обл. и поступает в распоряжение 5-й ТА.
Приказом НКО № 332 от 23.10.1942 г. преобразована в 8-ю гвардейскую танковую бригаду.

## Боевой и численный состав
Бригада сформирована по штатам № 010/345-010/352 от 15.02.1942 г.:
- Управление бригады [штат № 010/345]
- 303-й отдельный танковый батальон [штат № 010/346]
- 304-й отдельный танковый батальон [штат № 010/346]
- Мотострелково-пулеметный батальон [штат № 010/347]
- Противотанковая батарея [штат № 010/348]
- Зенитная батарея [штат № 010/349]
- Рота управления [штат № 010/350]
- Рота технического обеспечения [штат № 010/351]
- Медико-санитарный взвод [штат № 010/352]

Численный состав:
| Дата       | Объединение    | Личный состав (чел) | Типы танков (исправных/неисправных) | Всего | Источник сведений                 |
| ---------- | -------------- | ------------------- | ----------------------------------- | ----- | --------------------------------- |
| 31.05.1942 | Западный фронт | 1 115               | 10 КВ, 20 Т-34, 20 Т-60             | 50    | ЦАМО РФ. ф. 38, оn. 11373. д. 150 |

## Подчинение
Периоды вхождения в состав Действующей армии:
- с 22.08.1942 по 23.10.1942 года.

| Дата            | Фронт (округ)           | Армия              | Корпус               | Дивизия | Бригада | Примечания |
| --------------- | ----------------------- | ------------------ | -------------------- | ------- | ------- | ---------- |
| 01.03.1942 года | Уральский военный округ |                    |                      |         |         |            |
| 01.04.1942 года | Уральский военный округ |                    |                      |         |         |            |
| 01.05.1942 года | Уральский военный округ |                    |                      |         |         |            |
| 01.06.1942 года | РВГК                    | 3-я танковая армия | 15-й танковый корпус |         |         |            |
| 01.07.1942 года | РВГК                    | 3-я танковая армия | 15-й танковый корпус |         |         |            |
| 01.08.1942 года | РВГК                    | 3-я танковая армия | 15-й танковый корпус |         |         |            |
| 01.09.1942 года | Западный фронт          | 3-я танковая армия | 15-й танковый корпус |         |         |            |
| 01.10.1942 года | Брянский фронт          | 3-я танковая армия |                      |         |         |            |

## Командиры

### Командиры бригады
- Фельдшеров Александр Никифорович, майор, врио, 11.03.1942 — 07.04.1942 года.[1]
- Бражников Андрей Константинович, подполковник, 09.04.1942 — 23.10.1942 года.[2]

### Заместитель командира бригады по строевой части
- Фельдшеров Александр Никифорович, майор, 00.03.1942 — 00.04.1942 года.
- Алексеев Иван Епифанович, подполковник, 19.06.1942 — 16.09.1942 года.
- Николов Владимир Георгиевич, майор, 00.09.1942 — 23.10.1942 года.

### Начальник политотдела, заместитель командира по политической части
- Темник Абрам Матвеевич, старший батальонный комиссар, 05.03.1942 — 23.10.1942 года.